# Караба-Кудаш
Караба́-Куда́ш (также Кудаш-Караба , Киргиз-Казацкий; укр. Караба-Кудаш, крымскотат. Qaraba Qudaş, Къараба Къудаш) — исчезнувшее село в Раздольненском районе Республики Крым, располагавшийся в северо-западной части района в степном Крыму, примерно в 4 километрах северо-западнее современного села Котовское.

## История
Впервые в исторических документах селение встречается в Статистическом справочнике Таврической губернии. Ч.II-я. Статистический очерк, выпуск пятый Евпаторийский уезд, 1915 год, согласно которому в деревне Кудаш-Караба Агайской волости Евпаторийского уезда числилось 8 дворов с русским населением в количестве 54 человека приписных жителей и 5 — «посторонних», из которых 28 мужчин и 31 женщина. Жители землёй не владели, в хозяйствах имелось 43 лошади, 10 коров и 22 головы мелкого скота.
После установления в Крыму Советской власти, по постановлению Крымревкома от 8 января 1921 года № 206 «Об изменении административных границ» была упразднена волостная система и в составе Евпаторийского уезда был образован Бакальский район, в который включили село, а в 1922 году уезды получили название округов. 11 октября 1923 года, согласно постановлению ВЦИК, в административное деление Крымской АССР были внесены изменения, в результате которых округа были отменены, Бакальский район упразднён и село вошло в состав Евпаторийского района. Согласно Списку населённых пунктов Крымской АССР по Всесоюзной переписи 17 декабря 1926 года, в селе Караба-Кудаш, в составе упразднённого к 1940 году Киргиз-Казацкого сельсовета Евпаторийского района, числилось 12 дворов, все крестьянские, население составляло 64 человека, из них 38 украинцев, 15 русских, 11 белорусов. После создания постановлением ВЦИК РСФСР от 30 октября 1930 года Фрайдорфского еврейского национального района (переименованного указом Президиума Верховного Совета РСФСР № 621/6 от 14 декабря 1944 года в Новосёловский) (по другим данным 15 сентября 1931 года) и село включили в состав Ак-Мечетского района. Последний раз селение, как Киргиз-Казацкий, встречается на карте 1941 года (для которой за картооснову, в основном, были взяты топографические карты Крыма масштаба 1:84000 1920 года и 1:21000 1912 года).